# Guillem Roca i Reus
Guillem Roca Reus (Palma, 1793 — Ciudad Rodrigo, Salamanca, 1852) fou un poeta satíric. Fill de Guillem Roca i Seguí, es doctorà en dret civil i canònic a la Universitat Literària de Mallorca. Fou advocat i funcionari de l'Audiència. Auditor honorífic de la Marina, fou membre de la Reial Societat Econòmica Mallorquina d'Amics del País i del Col·legi d'Advocats de Palma. Home d'idees liberals, tot i que els seus enemics l'acusaren d'haver estat reialista abans de la implantació del règim constitucional, adreçà la seva sàtira contra el sector absolutista del país.
Poeta satíric, fou especialment popular a Palma, on alguna sàtira seva ha arribat a formar part de la literatura popular. Du la sàtira a un punt de burla, d'acusació i d'insult més extremat que el seu pare i substitueix allò que en aquest era pura grolleria per la més desenfrenada obscenitat, encara que la seva sàtira és de més bona qualitat literària i més eficaç. Els seus temes són la política, el sexe i la sàtira contra persones concretes. Publicà en vida el fullet "Al senyor alcalde i senyors retgidors de s'ajuntament de Palma destituïts i encausats en lo any 1846 perque pensaren que devien observar sa Costitució que tots havien jurada". La seva composició més coneguda i popular és la que les miscel·lànies de l'època recullen sota el títol de "Poema satíric contra el vici i mala costum del beure", editada pòstumament a Barcelona (1883) i a Mallorca, a cura del setmanari "La Roqueta" (1887), amb el text mutilat, i a càrrec de J. Martí i Rosselló, amb el text alterat i prolongat de quatre dècimes. El 1973 fou editat de nou a Palma. També va escriure "Novel·la amorosa de Sir Arthuro i Eloïsa", publicada (1984-85) a la revista "Randa". Deixà, a més inèdites, unes quantes composicions més, escrites en forma de dècimes, de romanç o de codolada, totes elles extremament punyents i feridores, entre les quals una descripció satírica de la vila d'Algaida i la titulada "La Cabronària". Va morir a Ciutat Rodrigo (Salamanca), on s'havia desplaçat per administrar una herència rebuda.